# Кушнер, Борис Абрамович
Борис Абрамович Кушнер (10 декабря 1941, Красноуральск, Свердловская область — 7 мая 2019, Питтсбург, Пенсильвания) — советский и американский математик, поэт, эссеист. Профессор математики Питтсбургского университета.

## Биография
Родился 10 декабря 1941 года в Красноуральске, куда родители эвакуировались из Москвы, когда немецкие войска придвинулись к советской столице. Отец, Абрам Исаакович, санинструктор 117-й танковой бригады, погиб в декабре 1942 года под Сталинградом.
В 1943-м году семья вернулась в Москву, где Борис и прожил все годы до эмиграции. Мать должна была поднимать троих детей и не могла сколько-нибудь серьёзно заниматься воспитанием мальчика. С ними жила и занималась его воспитанием бабушка, Софья Моисеевна Меерович (урождённая Гинзбург), которой он позднее посвятит много проникновенных строк в стихах и прозе.
Окончил механико-математический факультет Московского университета и аспирантуру у члена-корреспондента Академии Наук СССР А. А. Маркова. Работал в Вычислительном Центре Академии Наук СССР.
Автор учебного пособия «Лекции по конструктивному математическому анализу», классического учебника по конструктивной математике.
В 1989 году эмигрировал в США.
Написал воспоминания о временах учёбы на мехмате МГУ, о С. А. Яновской, эссе о композиторе Исааке Шварце.

## Научные интересы
Специалист в области конструктивного анализа. Ещё в 1960 гг. развил теорию интеграла Римана для конструктивных функций.

### Статьи
- Об интегрировании по Риману в конструктивном анализе // Доклады Академии наук СССР. — 1964. — Т. 156, № 2. — С. 255—257.
- О существовании неограниченных аналитических конструктивных функций // Доклады Академии наук СССР. — 1965. — Т. 160, № 1. — С. 29—31.
- К конструктивной теории интеграла Римана // Доклады Академии наук СССР. — 1965. — Т. 165, № 6. — С. 1238—1240.
- Некоторые свойства квазичисел и операторов из квазичисел в квазичисла // Доклады Академии наук СССР. — 1967. — Т. 171, № 2. — С. 275—277.
- О первообразных конструктивных функций // Математические заметки. — 1967. — Т. 2, вып. 2. — С. 157—166.
- Некоторые свойства F-чисел // Записки науч. семинаров Ленингр. отд. МИАН. — 1968. — Т. 8. — С. 107—120 (в соавт. с Г. С. Цейтиным).
- Об оценке сложности некоторых массовых проблем анализа // Записки науч. семинаров Ленингр. отд. МИАН. — 1969. — Т. 16. — С. 81—90 (в соавт. с М. И. Кановичем).
- Некоторые массовые проблемы, связанные с интегрированием конструктивных функций // Труды МИАН СССР. — 1970. — Т. 113. — С. 39—72.

### Учебные и справочные издания
- Лекции по конструктивному математическому анализу. — М.: Наука, 1973. — 447 с. — 7800 экз.
- Математическая энциклопедия : в 5 т. / Гл. ред. М. И. Виноградов. — М. : Советская энциклопедия, 1979. — Т. 2. Д — Коо. — 1104 стб., ил. — 148 800 экз.

Конструктивная математика. — Стб. 1042—1046;
Конструктивная функция действительного переменного. — Стб. 1049;
Конструктивного подбора принцип. — Стб. 1049—1050;
Конструктивное действительное число. — Стб. 1050—1051;
Конструктивное метрическое пространство. — Стб. 1051—1053;
Конструктивный анализ. — Стб. 1054—1057.